# Advance Shipping Notice
Der Begriff Versandvorabmitteilung bzw. Advance Shipping Notice (ASN) bezeichnet ein elektronisches Dokument, das Detailinformationen über eine bevorstehende Warensendung enthält.
Ein Lieferant kann damit einen Kunden vor dem physischen Eintreffen der Ware über die Lieferung informieren, damit dieser bereits in seinem Lager die nötigen Vorbereitungen treffen kann. Dazu gehören zum Beispiel das Reservieren von Lagerplätzen und die vorausschauende Planung zur weiteren Verarbeitung der Lieferung. Ein ASN enthält typischerweise die Informationen der ursprünglichen Bestellung. Dazu kommen Angaben zu Paketnummern, detailliertere Inhaltsbeschreibungen der Pakete und logistische Informationen.
ASNs werden generell per EDI (Electronic Data Interchange) ausgetauscht. Das deutsche Pendant zum ASN ist die Liefermeldung, das Lieferavis oder DESADV nach EANCOM-Standard.